# Robson Fernandes
Robson dos Santos Fernandes (Campinas, 30 de maio de 1991), mais conhecido como Robson ou Robson Fernandes, é um futebolista brasileiro que atua como atacante. Atualmente, defende o Novorizontino.

## Carreira

### Ponte Preta
Robson nasceu em Campinas e jogou futebol juvenil na Ponte Preta. Ele fez sua estreia pelo clube em 28 de fevereiro de 2010, começando com uma derrota por 1–3 pelo Campeonato Paulista fora de casa contra o Grêmio Barueri.

### São Caetano
Robson posteriormente mudou-se para a São Caetano, e foi emprestado para Comercial-SP, Anapolina,Ferroviária e Rio Claro antes de se firmar como titular em 2014. No ano seguinte, foi artilheiro do Azulão na Série D com oito gols, mas ainda assim deixou o clube em dezembro de 2015.

### Paraná
Em 14 de dezembro de 2015, Robson assinou com o clube da Série B Paraná até novembro daquele ano. Após marcar oito gols no campeonato em 21 partidas, ele renovou até o final de 2017 no clube e foi emprestado ao São Paulo em 9 de setembro de 2016.

### São Paulo
Robson fez sua estreia na Série A em 11 de setembro de 2016, chegando como um suplente tardio para Kelvin em uma vitória de 3 -1 em casa contra o Figueirense.

## Estatísticas
Atualizado até 06 de novembro de 2021.

### Clubes
| Equipe            | Temporada         | Campeonato nacional | Campeonato nacional | Campeonato nacional | Copa nacional[a] | Copa nacional[a] | Copa nacional[a] | Competições continentais[b] | Competições continentais[b] | Competições continentais[b] | Outros torneios[c] | Outros torneios[c] | Outros torneios[c] | Total | Total | Total   |
| Equipe            | Temporada         | Jogos               | Gols                | Assist.             | Jogos            | Gols             | Assist.          | Jogos                       | Gols                        | Assist.                     | Jogos              | Gols               | Assist.            | Jogos | Gols  | Assist. |
| ----------------- | ----------------- | ------------------- | ------------------- | ------------------- | ---------------- | ---------------- | ---------------- | --------------------------- | --------------------------- | --------------------------- | ------------------ | ------------------ | ------------------ | ----- | ----- | ------- |
| Fortaleza         | 2021              | 27                  | 8                   | 1                   | 8                | 0                | 1                | —                           | —                           | —                           | 15                 | 5                  | 4                  | 50    | 13    | 6       |
| Fortaleza         | Total             | 27                  | 8                   | 1                   | 8                | 0                | 1                | 0                           | 0                           | 0                           | 15                 | 5                  | 4                  | 50    | 13    | 6       |
| Total na carreira | Total na carreira | 27                  | 8                   | 1                   | 8                | 0                | 1                | 0                           | 0                           | 0                           | 15                 | 5                  | 4                  | 50    | 13    | 6       |

- a. ^ Jogos da Copa do Brasil
- b. ^ Jogos da Copa Sul-Americana
- c. ^ Jogos do Campeonato Cearense e Copa do Nordeste

## Títulos
Fortaleza
- Campeonato Cearense: 2021, 2022
- Copa do Nordeste: 2022

### Artilharias
- Campeonato Paranaense: 2024 (11 gols)